# لی میونگ باک
لی میونگ باک (به کره‌ای: 이명박) (زاده ۱۹ دسامبر ۱۹۴۱)، دهمین رئیس جمهور کره جنوبی بود. وی از ۲۵ فوریه ۲۰۰۸ تا ۲۵ فوریه ۲۰۱۳ در این سمت قدرت داشت.
همسر وی کیم یونگ-اُک است.
لی میون باک پیش از انتخاب شدن برای ریاست جمهوری، مدیر عامل اجرایی مهندسی و ساخت‌وساز هیوندای و نیز شهردار سئول بود.
او علاقه‌مند به گفتگوی دو جانبه با کشورهای منطقه روسیه، چین و ژاپن بود.
در دوران لی میونگ باک، حضور و تأثیر کره جنوبی در عرصه جهانی افزایش یافت و نتیجه آن برگزاری نشست جی ۲۰ در سال ۲۰۱۰ در این کشور بود.